# تاليريني
تاليريني (بالإيطالية: Taglierini، أو تاليوليني: Tagliolini) هي نوع من المعكرونة الشريطية الطويلة مثل السباغيتي حيث تكون بعرض اثنين إلى ثلاثة مليمتر( أو ما يقرب من عشر بوصة)، مشابهة لمعكرونة تالياتيلي ، ولكنها رقيقة مثل الكابيليني. وهي وصفة تقليدية في كلاً من منطقة موليز و بيدمونت في إيطاليا حيث تسمى في بيدمونت تالارين وتصنع من عجينة البيض. العجين يحتوي أيضا على السميد والدقيق والملح. عادة يقدم الطبق مع الزبدة و الكمأ (التروفل) أوصلصة اللحم المشوي. لايأخد التاليريني وقتاً طويلاً في الطهي، ويندمج بشكل أفضل مع الصلصات الخفيفة والسمك والحساء.

## الأصناف
- Tagliolini al limone: تاليوليني آل ليمونى (مع الليمون)[6]
- Tagliolini di Campobasso:  تاليوليني دي كامبوباسو (يحضر عادةً في مدينة كامبوباسو)[7]
- Tagliolini alle verdure: تاليوليني آلي فيردوري (مع الخضروات)[8]
- Tajarin albesi: تالارين ألبيسي (يحضر عادةً في مدينة ألبا، بيدمونت)[9]
- Tagliolini con il sugo d’arrosto: تاليوليني كونيل سوقو دخارستو (في صلصلة اللحم المشوي)[10]